# قائمة التاشيرات التابعة للولايات المتحدة
قائمة التأشيرات التابعة للولايات المتحدة هي شكل من أشكال التأشيرات التي تسمح للمتزوجين والأطفال للسفر للولايات المتحدة لهدف مرافقة افراء العائلة بواسطة التأشيرة.بينما العديد من فئات التأشيرات تمتلك تأشيرتها المعتمدة، التأشيرات الأخرى ليس كذلك. بعض منهم يتطلب جميع افراء العائلة للموافقة على نفس فئة التأشيرة، مثل تأشيرات E_2 و C-2. اخرون مثل D-1 visa لا تسمح  للآخرين السفر ابدا. تتماشى القيود المحددة اعتماداً على فئة التأشيرة المعتمدة  للأفراد التي يسعى الفرد اليها.

## فئات التأشيرات
CW-2 visa المتعالين المقبولين بتأشيرة CW-1 visa. الأطفال يجب ان تكون أعمارهم تحت 18 سنة.
E-3D visa المتعالين المقبولين بتأشيرة E-3 visa المتزوجون  يطلبون الأذن للعمل اثناء تواجدهم في الولايات المتحدة
F-2 visa المتعالين المقبولين بتأشيرة F-1 visa التوظيف ليس مصرّح.يذهب الأطفال للابتدائي والمدرسة الثانوية.
H-4 visa المتعالين المقبولين بتاشيرة بموجب اخر H visa تصريح عمل لبعض الأزواج من الفئة H-4 .USCIS . تم الاستبعاد 13 اكتوبر16 20
J-2 visa المتعالين المقبولين بتأشيرةJ-1 visa. J-2 يمكنهم الحصول على الدراسة والحصول على تصريح عمل اثناء تواجدهم في الولايات المتحدة.
K-2 visa  بالأطفال المقبولين بالتأشيرة  K-1 visa
K-4 visa الأطفال المقبولين بالتأشيرة K-3 visa
L-2 visa المتعالين للذين تم قبولهم بموجب التأشيرة L-1 visa. L-2 المتزوجون يعملون اثناء تواجدهم بالولايات المتحدة.الأطفال لا يعملون.
M-2 visa المتعالين الذين تم قبولهم بموجب تأشيرة M-1 visa. لا يستطيع المتزوجين ولا الأطفال ان يعملو. المتزوجين قد لا يدرسون، لكن الأطفال يدرسون في المدارس الثانوية أو الابتدائية.
N-9 visa للأطفال المقبولين بالتأشيرة N-8 visa, SK-1 visa, SK-2 visa أو SK-4 visa.
O-3 visa للمقبولين بالتأشيرة O-1 visa أو O-2 visa.
P-4 visa المتعالين للمقبولين بتأشيرة P-1, P-2, P-3.المستفيدين غير مسموح لهم ان يعملو، لكن يستطيعون الذهاب للمدرسة.
R-2 visa. المتعالين المقبولين بتأشيرة R-1 visa. المستفيدين غير مسموح لهم ان يعملو، لكن يستطيعو الذهاب للمدرسة.
S-7 visa المتعالين المقبولين بتأشيرة S-5 أو S-6.
TD visa المتعالين المقبولين بتأشيرة TN visa. المستفيدين غير مسموح لهم ان يعملو، لكن يستطيعون الذهابب للمدرسة.
T-2 visa المتزوجين المقبولين بتأشيرة T-1 visa.
T-3 visa الأطفال المقبولين بتأشيرة T-1 visa.
T-4 visa الآباء المقبولين بتأشيرة T-1 visa.
T-5 visa الأقرباء غير المتزوجين بتأشيرة T-1 visa.
U-2 visa المتزوجين المقبولين بتأشيرة U-1 visa.
U-3 visa للأطفال  المقبولين بتأشيرة U-1 visa.
U-4 visa للاباء المقبولين بتأشيرة U-1 visa.
U-5 visa الأقرباء غير المتزوجين المقبولين بتأشيرة U-1 visa.
V-1 visa للأزواج الذين لديهم إقامة دائمة قانونية .
V-2 visa للأطفال الذين لديهم إقامة دائمة قانونية .
V-3 visa الأطفال المقبولين بتأشيرة V-1 أو V-2.